# Trò chơi lập trình

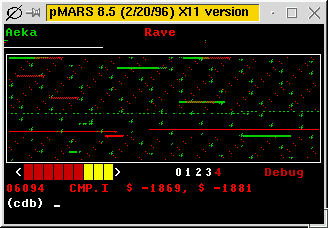

Trò chơi lập trình (tiếng Anh: Programming game) là một trò chơi máy tính mà người chơi không có ảnh hưởng trực tiếp vào tiến trình của game. Thay vào đó, một chương trình máy tính hay kịch bản được viết bằng một số ngôn ngữ lập trình tên miền cụ thể để kiểm soát các hành động của các nhân vật (thường là robot, xe tăng hoặc vi khuẩn sẽ tìm cách tiêu diệt lẫn nhau). Hầu hết các trò chơi lập trình có thể được coi là môi trường của các sinh vật kỹ thuật số, liên quan đến mô phỏng đời sống nhân tạo. Một vài tựa game lập trình đáng chú ý bao gồm RobotWar, Core War, Mouse Run và RoboCode.
Có những giải đấu và liên minh khác nhau dành cho các trò chơi lập trình để các nhân vật có thể cạnh tranh với nhau. Thường là một kịch bản được tối ưu hóa cho một chiến lược đặc biệt. Ví dụ như trong trò Mouse Run, một lớp Java được viết bởi một lập trình viên sẽ cung cấp logic cho một con chuột để đi qua một mê cung và cạnh tranh với những con chuột khác để tìm kiếm và tiêu thụ miếng pho mát đầu tiên.
Những trò chơi lập trình có thể được bắt nguồn từ hầu như bất kỳ loại hình nào khác của game. Ví dụ, World Computer Chess Championship (Giải vô địch cờ vua máy tính thế giới) bao gồm các trận đấu giữa các chương trình được viết cho dòng game chiến thuật trừu tượng của cờ vua. Ngoài ra, một số trò chơi không phải máy tính còn vay mượn các yếu tố của trò chơi lập trình; trong trò board game RoboRally, người chơi sắp xếp những tấm thẻ để "lập trình" các bộ phận của chúng với một chuỗi các chuyển động, khiến các bước đi được thực hiện mà không cần có kiến thức về chuyển động trước của một đối thủ.